# Marine ukrainienne
La Marine ukrainienne (en ukrainien : Військово-Морські Сили України, ВМСУ ; Viskovo-Morski Sili Ukrayini, VMSU) est la branche maritime des Forces armées de l'Ukraine. Elle a pour mission d'opérer dans la mer Noire, la mer d'Azov et le delta du Danube.
Elle consiste en quatre composantes : les forces de surface, l'aviation navale, les batteries côtières d'artillerie et le corps d'infanterie de la marine (indépendant de la Marine depuis avril 2023). Elle avait au début 2014 un total de 15 450 personnels actifs, dont 12 000 stationnés en Crimée. Ses bases navales étaient, avant la crise de Crimée, à Sébastopol, où étaient implantés son quartier-général et l’académie navale, à Novoozerne et à Odessa. Les bases situées en Crimée ont été perdues dès le début de la guerre russo-ukrainienne ; la marine ukrainienne est ensuite basée principalement à Odessa (état-major), Mykolaïv (infanterie de marine), Berdiansk et dernièrement à Marioupol.

## Historique

### Marine des Cosaques zaporogues
Vers 1600, les cosaques zaporogues utilisaient des snekkja, dérivés des bateaux longs scandinaves, qu'ils utilisèrent pour razzier Trébizonde en 1614, puis Istanbul en 1615. Ravageant les faubourgs, ils défirent la flotte qui voulait les détruire en 1617. Les cosaques revinrent en 1625, forçant le sultan à quitter sa capitale.

### Marine de la République populaire d'Ukraine

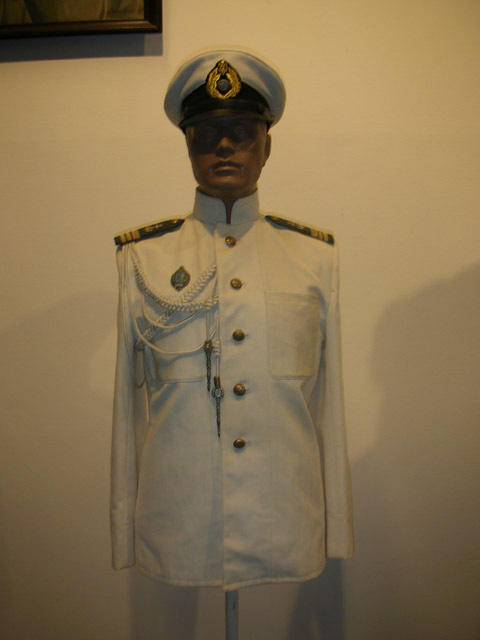
Un lieutenant de la Flotte, Musée des uniformes militaires ukrainiens, Lviv.

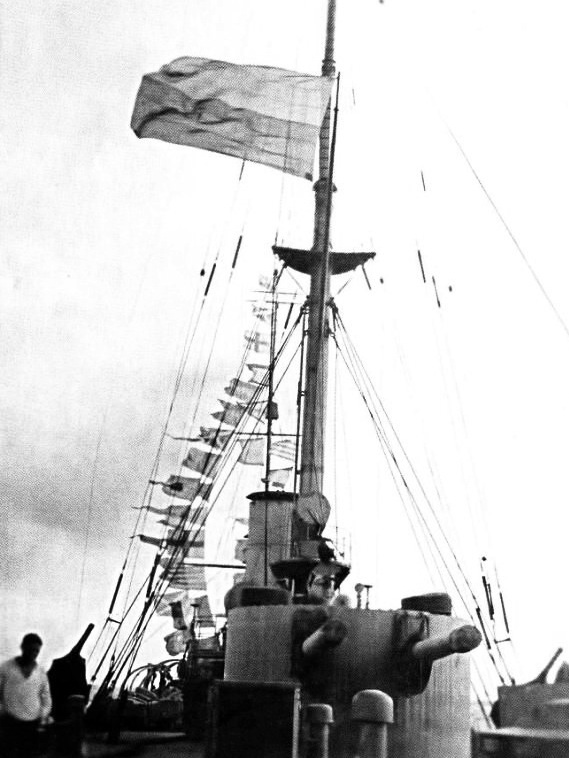
Sous pavillon bleu et jaune, le Pamiat Merkuria en novembre 1917.

Elle est fondée brièvement en 1917 au début de la guerre civile russe, la République populaire ukrainienne récupérant théoriquement la flotte russe de la mer Noire, sous le commandement de Mikhaïl Sabline. L'ancienne flotte impériale était principalement stationnée et manœuvrée par des équipages issus de l'Ukraine, divisés politiquement, mais nombre d'officiers étaient russes : en décembre 1917, certains navires portent encore la croix bleu russe, d'autres le drapeau rouge des soviets, celui noir des anarchistes ou le bleu et jaune ukrainien. D'octobre 1917 à mars 1918, la flotte opérait neuf cuirassés, sept croiseurs, dix-huit destroyers, quatorze sous-marins, seize patrouilleurs et avisos plus onze navires de transport et auxiliaires. Un détachement de la flotte de la Baltique était stationnée sur le Danube.
Détachement de la flotte de la Baltique, au 12 octobre 1917 :
- croiseur de la classe Svetlana Krasnyi Krym (Crimée rouge) ;
- destroyer Ukraina ;
- destroyer Haidamak (du nom des anciennes milices ukrainiennes).

Flotte de la mer Noire :
- cuirassé Georgii Pobedonosets (Georges le Victorieux) ;
- cuirassés Volya (ex Alexandre III) et Russie libre (ex Impératrice Catherine la Grande) ;
- croiseur Pamiat Merkuria (Souvenir de Mercure) ;
- destroyers Zvonkiy et  Zorkiy.

Ces navires sont soit capturés par les Allemands, soit sabordés en juin 1918. Les unités survivantes sont récupérées par les Franco-Britanniques en décembre 1918, puis remises aux Russes blancs. Quand l'Armée rouge conquit le Sud de l'Ukraine en mars 1919, puis la Crimée en novembre 1920, les navires de la flotte de l'Armée blanche permettent l'évacuation de l'armée du général Wrangel. Mouillée à Bizerte à partir de décembre 1921, la flotte cesse d'exister en 1924 quand la France reconnait l'URSS. Les navires sont remis aux représentants soviétiques, mais vétustes et sans équipage, ils sont vendus puis férraillés.

### Marine contemporaine

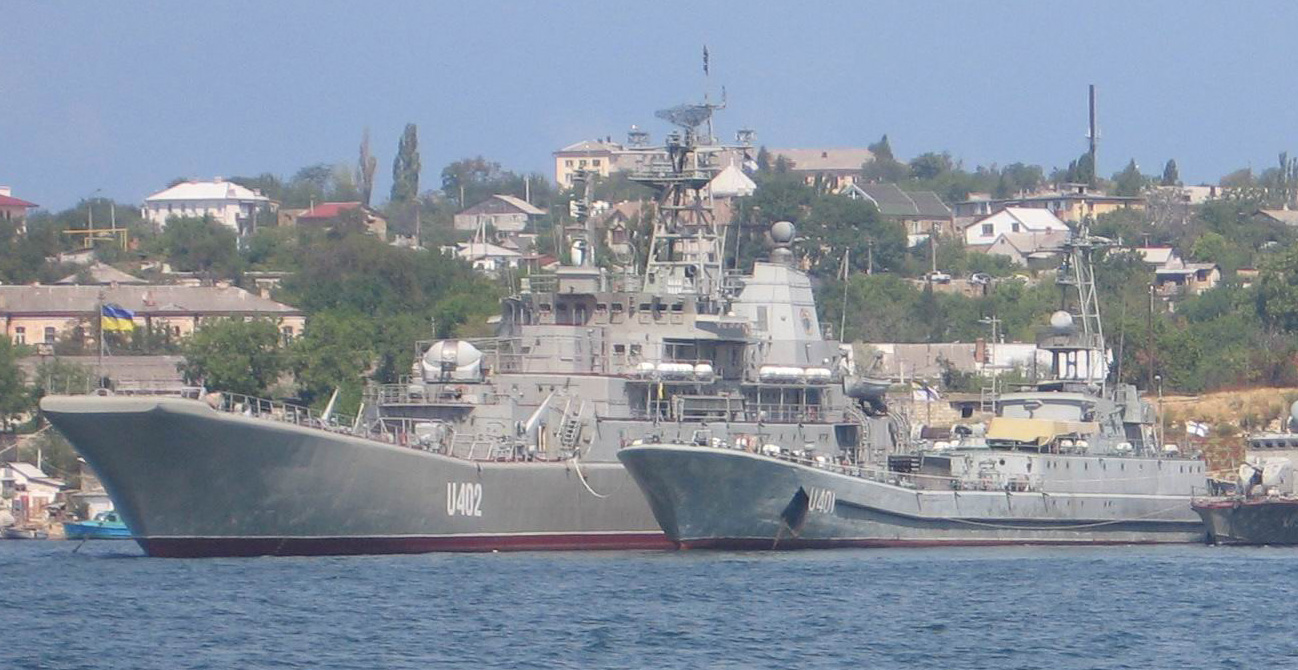
Navires de débarquement U401 de la classe Polnochny et U402 de la classe Ropucha de la marine ukrainienne à Sébastopol en 2007.

Elle est réactivée le 12 décembre 1991 et fondée officiellement le 1er août 1992, lors de la dislocation de l'URSS et l'indépendance de l'Ukraine, à partir d'unités de la flotte de la mer Noire de la marine soviétique. Le 28 mai 1997, un accord avec la Russie partage la flotte de la mer Noire : l'Ukraine obtient 17 % de la flotte (soit 80 navires), et la Russie 83 % (soit 338 navires). Elle participe à des opérations internationales, telles que l'opération Active Endeavour en mer Méditerranée et l'opération Atalante dans la corne de l'Afrique.

#### Annexion de la Crimée en 2014
Des trois composantes des Forces armées de l'Ukraine (terre, air et mer), la marine ukrainienne est celle qui a subi le plus grand impact lors de l'annexion de la Crimée par la Russie en 2014. Les navires ukrainiens basés en Crimée font l'objet d'un blocus de la part de la marine russe. Le croiseur russe Otchakov de la classe Kara, ainsi qu'un remorqueur, sont coulés volontairement le 5 mars 2014 pour bloquer l’accès du lac Donouzlav, où se trouve la base navale ukrainienne de Novoozerne. Les installations et navires ukrainiens en Crimée ont tous été capturés en date du 26 mars 2014,. Soit 12 des 17 navires de combat dont l'unique sous-marin et 40 navires de soutien. Avec l'annexion de la Crimée par la Russie, 6 000 des 8 000 hommes de la flotte ukrainienne en Crimée choisissent de rejoindre la Russie. Une partie des navires capturés en Crimée sont ensuite rétrocédés à la marine ukrainienne.
Durant la guerre du Donbass, sept groupes de patrouilleurs de la marine et des garde-côtes surveillent la mer d'Azov.

#### Incident en mer d'Azov en 2018
En septembre 2018, dénonçant des entraves russes à la circulation de ses navires commerciaux en mer d'Azov, la marine ukrainienne décide de renforcer ses moyens militaires dans la ville de Marioupol. Le 25 novembre 2018, une confrontation entre la marine ukrainienne et les gardes- côtes russes au niveau du détroit de Kertch entraîne l’arraisonnement de trois navires ukrainiens et la capture des équipages. Après la libération des marins par les autorités russes en septembre 2019, les trois navires sont rétrocédés à l'Ukraine en novembre 2019.

#### Invasion de 2022

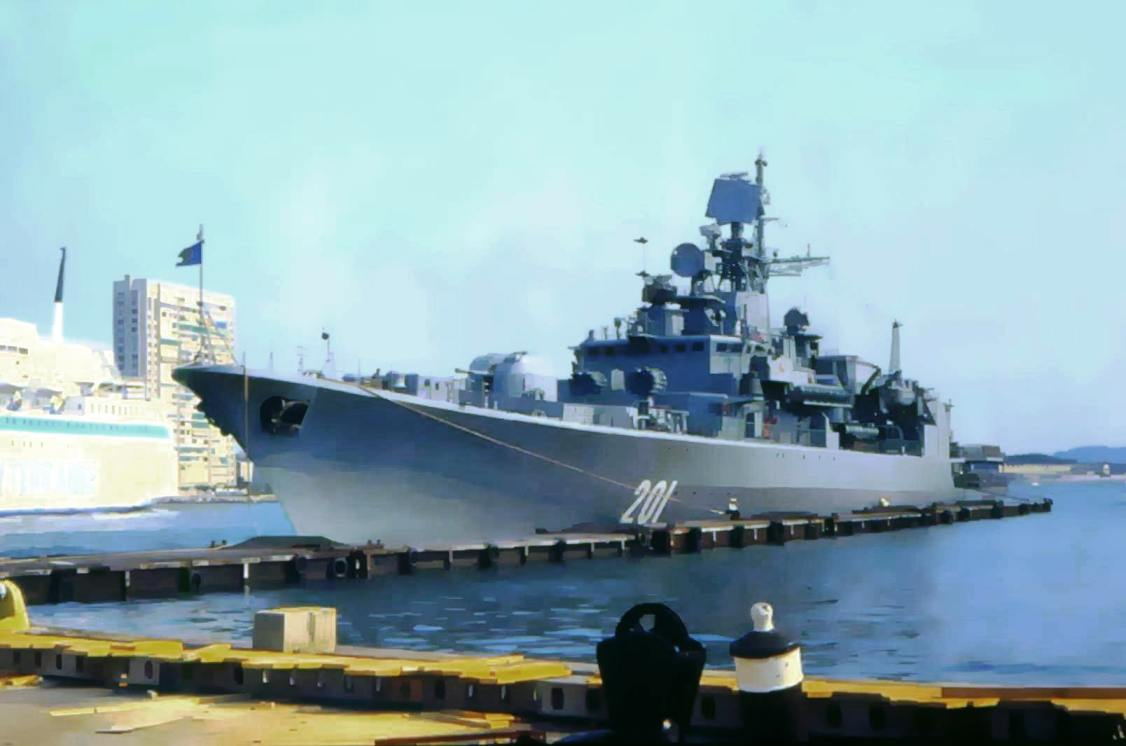
La frégate Hetman Sahaidachnyi de la classe Krivak en 1994, navire amiral de la flotte ukrainienne, sabordée en 2022.

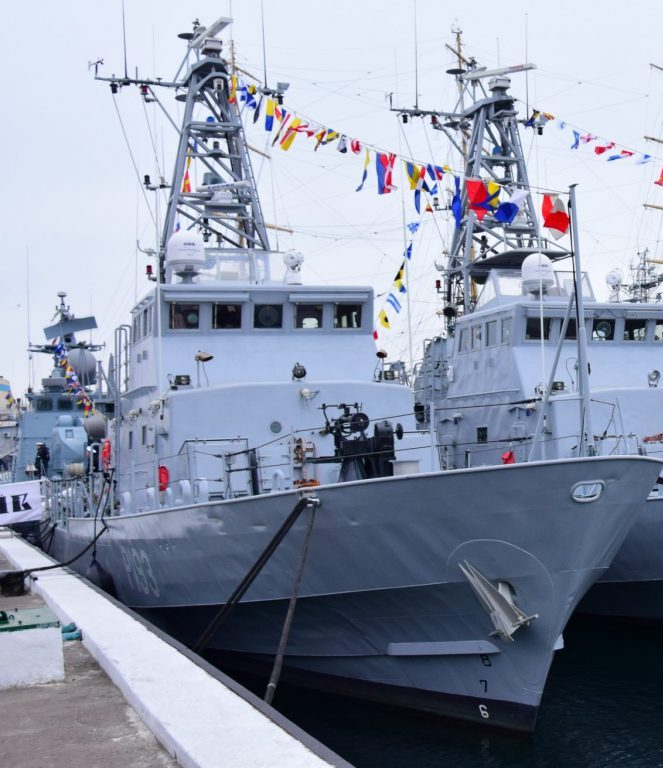
Le patrouilleur P 193 Fastiv de la classe Island (ex Washington), sabordée en 2022.

Au tout début de l'invasion de l'Ukraine par la Russie en 2022, au matin du 24 février 2022, les navires de la Marine ukrainienne basés à Odessa sont frappés par une salve de missiles russes. La frégate Hetman Sagaidachny est sabordée par les Ukrainiens le 24 février 2022 à Mykolaïv pour éviter la capture par les forces russes,.
La 35e brigade d'infanterie navale est engagée au sol, tenant le front sur l'axe entre Kherson et Mykolaïv ; de son côté, la 36e brigade est quasi détruite durant le siège de Marioupol, sauf son 503e bataillon, qui tient le front à l'est de Velyka Novossilka. Le 13 avril, l'artillerie côtière ukrainienne frappe le croiseur russe Moskva (alors à 60 km à l'est de l'île des Serpents) avec deux missiles R-360 Neptune, guidés grâce à un drone Bayraktar TB2 ; le croiseur sombre le 14 avril.
Le 2 octobre 2022, la corvette Hetman Ivan Mazepa est lancée en présence de la première dame Olena Zelenska. Cependant le bâtiment est stationné en Turquie, ce dernier ne pouvant être acheminé en Ukraine en raison de la fermeture du détroit du Bosphore aux navires militaires du fait de la guerre entre la Russie et l'Ukraine (convention de Montreux).

## Installations
Les navires de la Marine ukrainienne sont, actuellement, affectés dans deux bases navales :
- la base navale ouest à Novi Biliari (à l'est d'Odessa) ;
- La base navale d'Azov à Berdiansk, avec détachements à Marioupol (actuellement sous contrôle russe).

En 2014, l'annexion de la Crimée par la Russie entraîne le déplacement de la base sud à Otchakiv (l'avant-port de Mykolaïv) et du quartier général à Odessa.
L'infanterie navale ukrainienne est composée de la 35e brigade en garnison à Datchne-2 (uk) (près d'Odessa), de la 36e brigade d'infanterie à Otchakiv, de la 406e brigade d'artillerie côtière à Mykolaiv (avec ses quatre bataillons respectivement à Bilhorod-Dnistrovskyï au sud d'Odessa, Dachne-2, Berdyansk et Otchakiv) et du 32e régiment de lance-roquettes à Altestove au nord d'Odessa.
L'aviation navale ukrainienne est composée de la 10e brigade d'aviation, dont les appareils sont évacués en 2014 de la base de Saki-Novofedorivka (près de Sébastopol) et se sont repliés à Mykolaïv.
Depuis mars 2022, Odessa est la seule base navale de la Marine ukrainienne, cela est dû à la perte des ports de Berdiansk et Marioupol, actuellement sous contrôle russe.

## Commandants de la Marine

Drapeau du commandant de la Marine.

Le président de l'Ukraine est « commandant en chef suprême des Forces armées ukrainiennes » (Верховним Головнокомандувачем Збройних Сил України) ; sous ses ordres, il a le ministre de la Défense comme commandant en chef jusqu'à 2020 (si ce dernier est un civil, c'est le chef de l'état-major général, Начальник Генерального штабу, qui prend cette fonction). Depuis 2020, ce poste est confié au Commandant en chef des forces armées ukrainiennes.
Sous leurs ordres se trouvent les cinq commandants (командувач) de l'Armée de terre, de la Marine, de la Force aérienne, des Forces d'assaut aérien et des Forces d'opérations spéciales. Le commandant de la Marine fut successivement :
- de 1992 à 1993, Borys Borysovych Kojyn ;
- de 1993 à 1996, Volodymyr Herasymovych Bezkorovayny ;
- de 1996 à 2003, Mykhaïlo Bronislavovytch Yejel ;
- de 2003 à 2006, Ihor Volodymyrovych Knyaz ;
- de 2006 à 2010, Ihor Ïosypovytch Tenioukh ;
- de 2010 à 2012, Viktor Volodymyrovych Maksymov ;
- de 2012 à 2014, Youriy Ivanovych Ilyin[21] ;
- 19 février au 1 mars 2014 : Sergueï Yelysseïev par intérim ;
- 1&2 mars 2014, Denis Valentynovych Berezovski[22] ;
- de 2014 à 2016, Serhiy Anatoliovytch Haïdouk[23] ;
- de 2016 à 2020, Ihor Oleksandrovytch Vorontchenko[24] ;
- depuis 2020, Oleksiy Leonidovytch Neïjpapa[25].

Nommé le 28 février 2014 à la tête de la Marine ukrainienne par le président par intérim Oleksandr Tourtchynov dans le cadre de la crise de Crimée, l'amiral Denis Berezovski est démis dès le 2 mars et annonce qu'il prête allégeance aux autorités pro-russes de Crimée. La marine ukrainienne est commandée par le contre-amiral (контрадмірал) Oleksiy Neïjpapa depuis le 11 juin 2020 ; il est fait vice-amiral (віцеадмірал) le 16 avril 2022 (après la destruction du croiseur russe Moskva).

### Liste des navires en 2000[27]
- Un sous-marin de classe Foxtrot[27] capturé en 2014 par la Russie lors de l'annexion de la Crimée, il s'y trouve toujours en 2021
- Un croiseur lance-missile de classe Slava; navire fini mais jamais entré en service pour des raisons budgétaires[27], toujours à quai en 2021
- Une frégate de classe Krivak III;  un second fini à 40% a été démantelé sur cale[27]
- Une frégate de classe Krivak II [27]
- Deux frégates de classe Krivak I[27]
- Quatre corvettes de classe Grisha V[27]
- Deux corvettes de classe Grisha III[27]
- Deux corvettes de classe Grisha II[27]
- Une corvette de classe Grisha I[27]
- Deux corvettes lance-missiles de classe Tarantul ; un Tarantul III et un Tarantul II[27]
- Trois corvettes/patrouilleurs de classe Pauk [27]
- Cinq patrouilleurs lance-missiles de classe Matka[27]
- Un patrouilleur lance-missiles de classe Mukha[27]
- Un patrouilleur de classe Zhuk[27]
- Deux dragueurs de mines de classe Natya[27]
- Deux dragueurs de mines de classe Sonya[27]
- Deux dragueurs de mines de classe Yevgenya [27]
- Un navire de débarquement/navire d'assaut amphibie de classe Ropucha[27]
- Un navire de débarquement/navire d'assaut amphibie de classe Aligator[27]
- Un navire de débarquement/navire d'assaut amphibie de classe Polnochny [27]
- Plusieurs navires de débarquement notamment cinq Classe Zoubr[27]
- Plusieurs navires de soutien dont un navire-atelier et deux ravitailleurs d'escadre[27]
- Plusieurs dizaines de navires auxiliaires [27]

### Liste des navires en 2020
- Une frégate de classe Krivak ;
- une corvette de classe Grisha ;

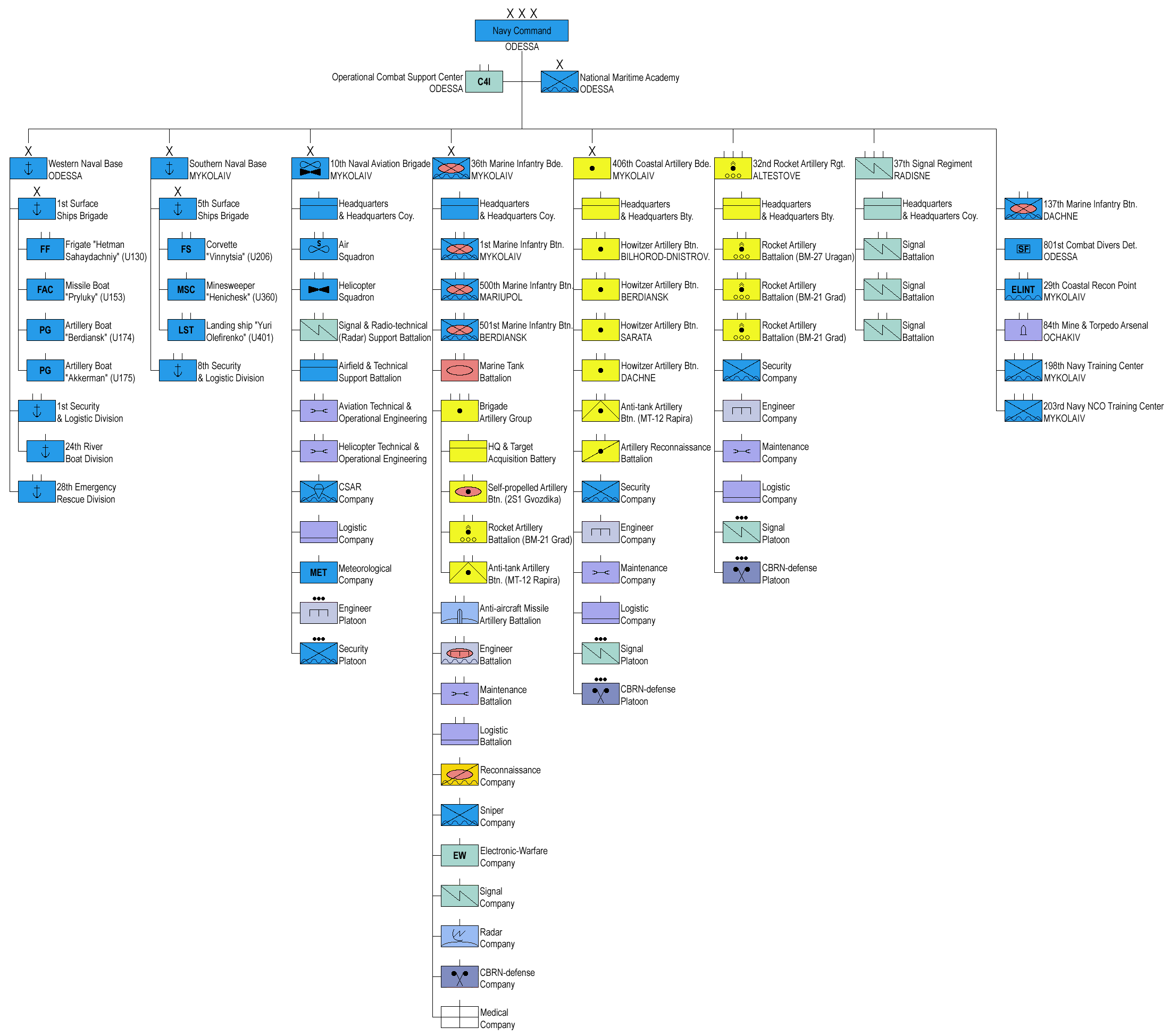
Structure de la marine ukrainienne en 2018.

- un dragueur de mines de classe Yevgenya ;
- quatre anciens patrouilleurs des gardes-côtes américains de classe Island[28] ; un autre transfert est prévu ;
- un patrouilleur de classe Matka ;
- un patrouilleur de classe Zhuk ;
- sept canonnières de classe Gurza-M ;
- un navire de débarquement/navire d'assaut amphibie de classe Polnochny ;
- une dizaine de navires auxiliaires.

À l'automne 2018, selon certaines sources, les États-Unis proposeraient de céder deux frégates de la classe Oliver Hazard Perry à la marine ukrainienne. Fin 2020, la marine ukrainienne étudiait la proposition turque de vente de plusieurs corvettes de la classe Ada.